# Geomitra moniziana
Geomitra moniziana é uma espécie de gastrópode  da família Hygromiidae.
É endémica de Portugal.